# Palatyn (wzgórze)

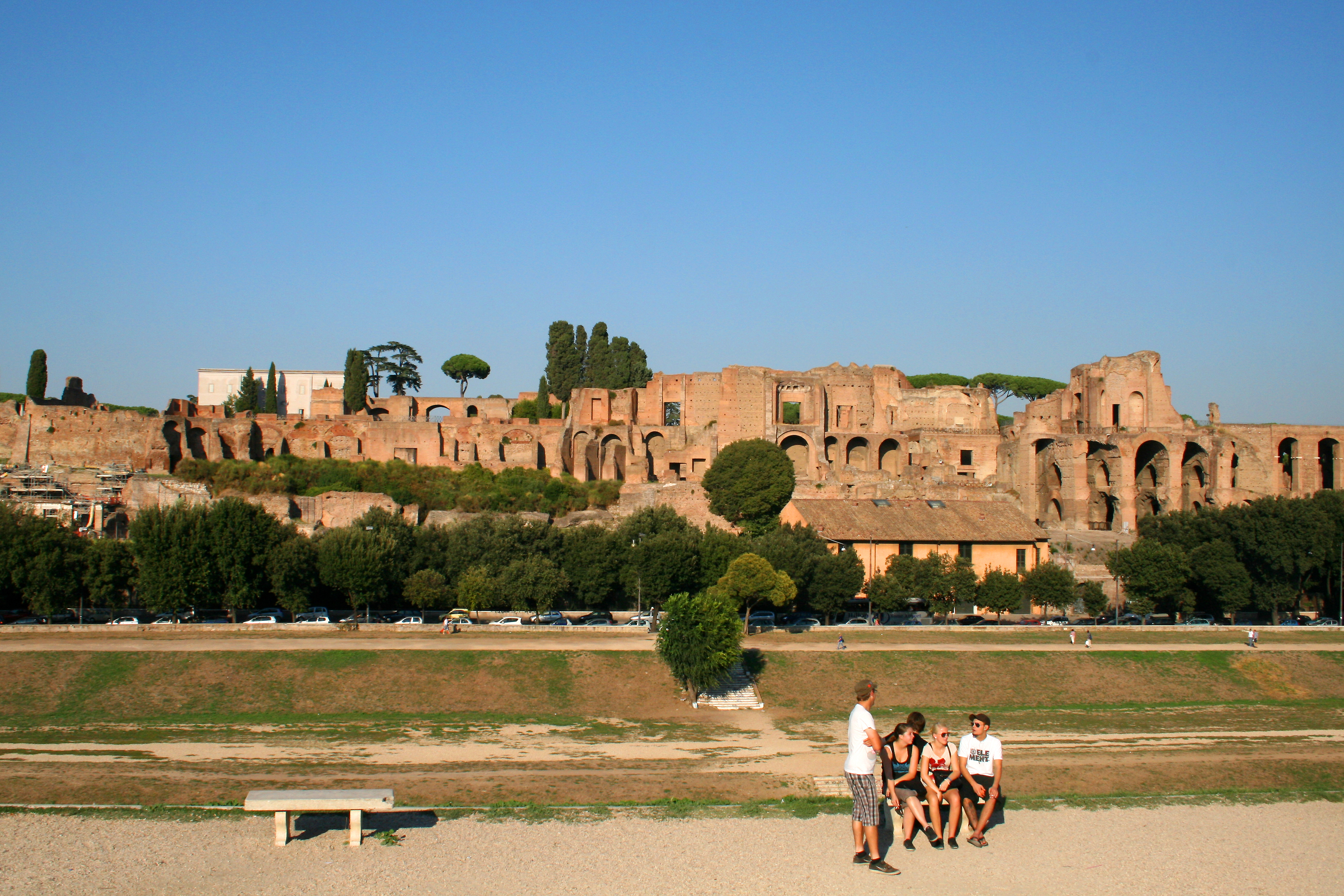
Ruiny Domus Augustana na Palatynie

Palatyn (łac. Mons Palatinus, wł. Palatino) – jedno z siedmiu wzgórz Rzymu, według tradycji (i ostatnich badań archeologicznych) uważane za miejsce najstarszej osady rzymskiej zwanej Roma quadrata. 
W tamtejszej grocie zwanej Lupercal wilczyca miała karmić mitycznego Romulusa i Remusa. Znajdowały się tam m.in. świątynia Wiktorii, świątynia Jowisza Statora, Dom Liwii, pałac Septimusa Sewera, pałac Domicjana. W okresie republiki Palatyn był dzielnicą bogatych willi (Cycerona, Krassusa, Marka Antoniusza).
Od czasów Oktawiana Augusta na Palatynie budowano pałace cesarskie. W średniowieczu wzniesiono tam twierdzę rodu Frangipani, a w XVI w. wspaniałe ogrody kardynała Alessandro Farnese. Prace archeologiczne przeprowadzone na wzgórzu (od XVIII w.) odsłoniły resztki osady i nekropolii latyńskiej oraz sabińskiej z VIII w. p.n.e.–VII w. p.n.e.
Średniowieczny kościół Św. Sebastiana zawiera w apsydzie malowidła z XI w.

## Graffiti Aleksamenosa
W 1857 na murze Pałacu Cezarów na Palatynie w Rzymie odkryto wyryte graffiti, uważane za najstarsze znane wyobrażenie ukrzyżowanego Jezusa. Obecnie znajduje się w muzeum Antiquarium Forense e Antiquarium Palatino.